# Casa Nova de Solà
La Casa Nova de Solà és una obra d'Oristà (Lluçanès) inclosa a l'Inventari del Patrimoni Arquitectònic de Catalunya.

## Descripció
Edifici de planta rectangular i cobert a doble vessant amb el carener perpendicular a la façana.
Els murs estàn construïts de pedres irregulars i morter. La part exterior dels murs havia estat arrebossada i encara n'hi ha restes a la part baixa. L'edifici consta de planta baixa i pis. Totes les finestres i la porta tenen llinda de pedra tallada. Les pedres cantoneres dels murs i les que fan de munants de la porta són pedres tallades de color rogenc. A la llinda de la porta es llegeix la inscripció: Auma J(anagrama de crist)S Sola Sagales 1689.
Al seu costat hi ha adossada un habitatge nou.

## Història
En el fogatge fet a Oristà el 1553, conservat a l'Arxiu de la Corona d'Aragó, apareix una relació de noms de persones, entre les quals apareix Joan Solà de Sagalés.